# Neuf-Brisach

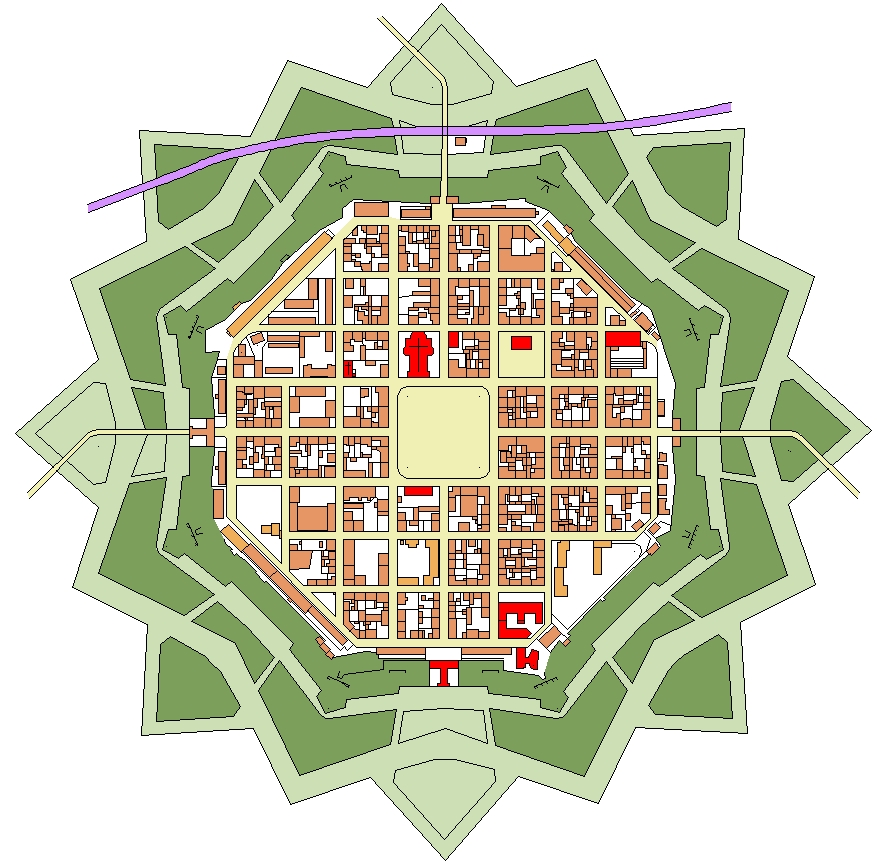
Plattegrond van Neuf-Brisach

Neuf-Brisach (Duits: Neubreisach) is een gemeente in het Franse departement Haut-Rhin in de regio Grand Est. De gemeente telde 1.944 inwoners op 1 januari 2022.

## Geschiedenis

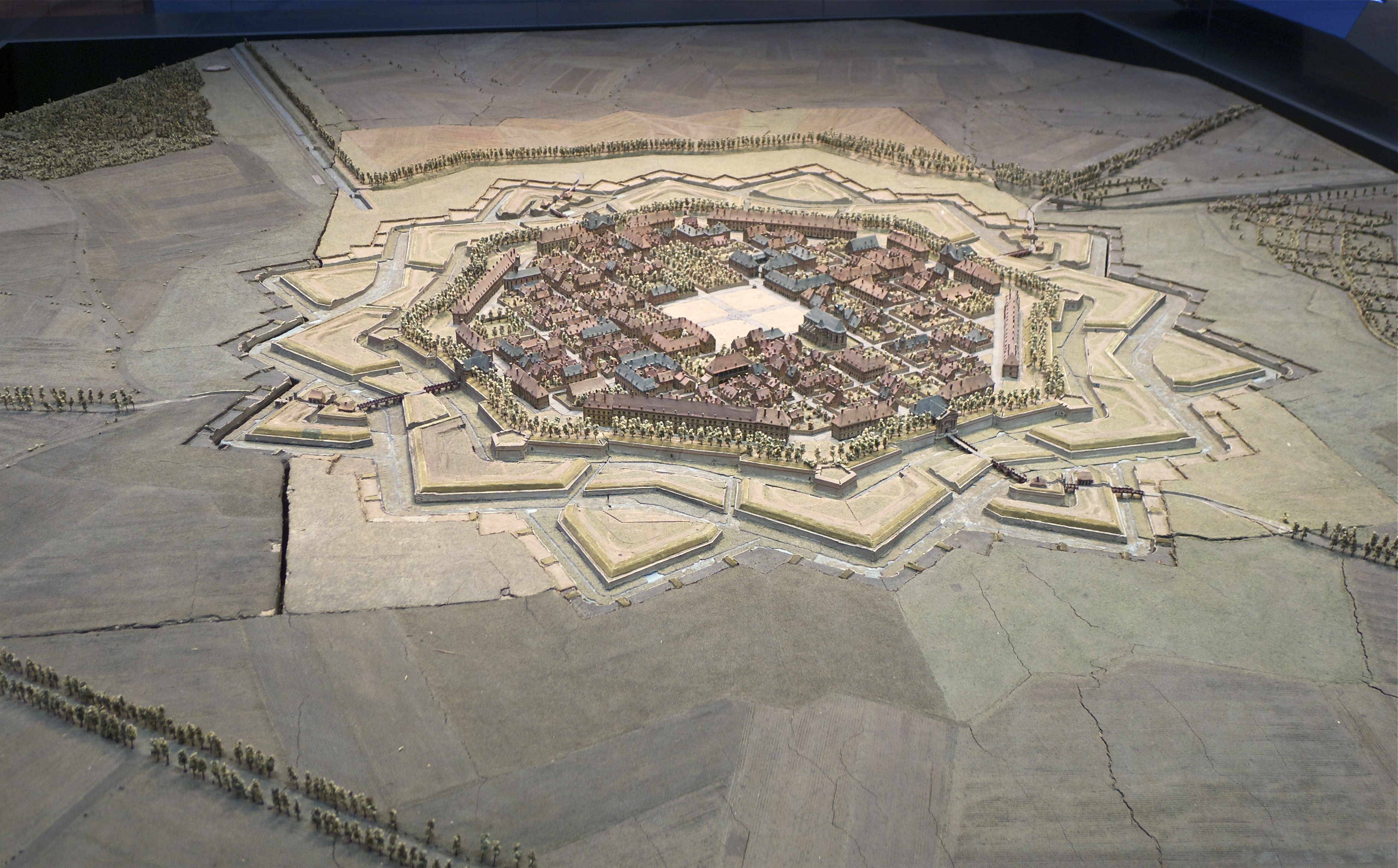
18e-eeuwse maquette van Neuf-Brisach

In de 17e eeuw was het gebruikelijk versterkte steden en forten langs de grenzen te hebben die als verdedigingswerken konden worden gebruikt indien de vijand binnenviel. Breisach was zo'n stad: bij de Vrede van Rijswijk had Frankrijk Breisach aan Oostenrijk moeten afstaan, waardoor er een 'gat' in de verdediging was komen te zitten. Lodewijk XIV gaf Vauban daarom de opdracht een nieuwe vesting te bouwen, die het verlies van Breisach moest opvangen. Toen die nieuwe vesting Neuf-Brisach (Nieuw Breisach)  tussen 1699 en 1703 was aangelegd, gold ze als een van de grootste militaire versterkingswerken. In 1736 werd er aan het dorp een kerk toegevoegd en in 1758 ook een raadhuis, nadat het oude, voorlopige gebouw was afgebroken.
De stad weerstond een Oostenrijkse aanval in het jaar 1743. Tijdens de Frans-Duitse Oorlog in 1870 belegerden de Duitsers Neuf-Brisach, dat destijds zo'n 5500 soldaten huisvestte. Uiteindelijk werd het ingenomen en verwoest. Na de heropbouw speelde het geen belangrijke militaire rol meer.
Door de vestingwal, die nog steeds compleet is (op een kleine opening voor een spoorlijn na), heeft de stad zich economisch nooit helemaal kunnen manifesteren. Neuf-Brisach is de hoofdplaats van een kanton met zowat 15.000 inwoners. Toch liggen de economische en dienstencentra, vanwege de eerder genoemde reden, in naburige dorpen zoals Biesheim en Volgelsheim. Neuf-Brisach trekt op bescheiden schaal toeristen.
Na de ontbinding van het plaatselijk garnizoen in 1992 is Neuf-Brisach vooral een woonstad van pendelaars geworden, die in Colmar of Duitsland werken. Neuf-Brisach en het Duitse Breisach, dat aan de overkant van de Rijn gelegen is, worden sedert 1961 door een brug met elkaar verbonden. Sinds 2000 hebben beide gemeenten ook een stedenband.
Op 1 januari 2015 fuseerde het arrondissement Colmar, waar Neuf-Brisach deel van uitmaakte, met het arrondissement Ribeauvillé tot het arrondissement Colmar-Ribeauvillé.
Neuf-Brisach was de hoofdplaats van het gelijknamige kanton tot het op 22 maart 2015 werd opgeheven de gemeenten ervan werden opgenomen in het kanton Ensisheim.

## Geografie
Neuf-Brisach ligt nabij de oever van de Rijn en de stad Colmar, tegenover de Duitse stad Breisach am Rhein waarmee het door middel van een brug is verbonden.
De oppervlakte van Neuf-Brisach bedraagt 1,33 vierkante kilometer; Op 1 januari 2022 was de bevolkingsdichtheid 1.461,7 inwoners per km².

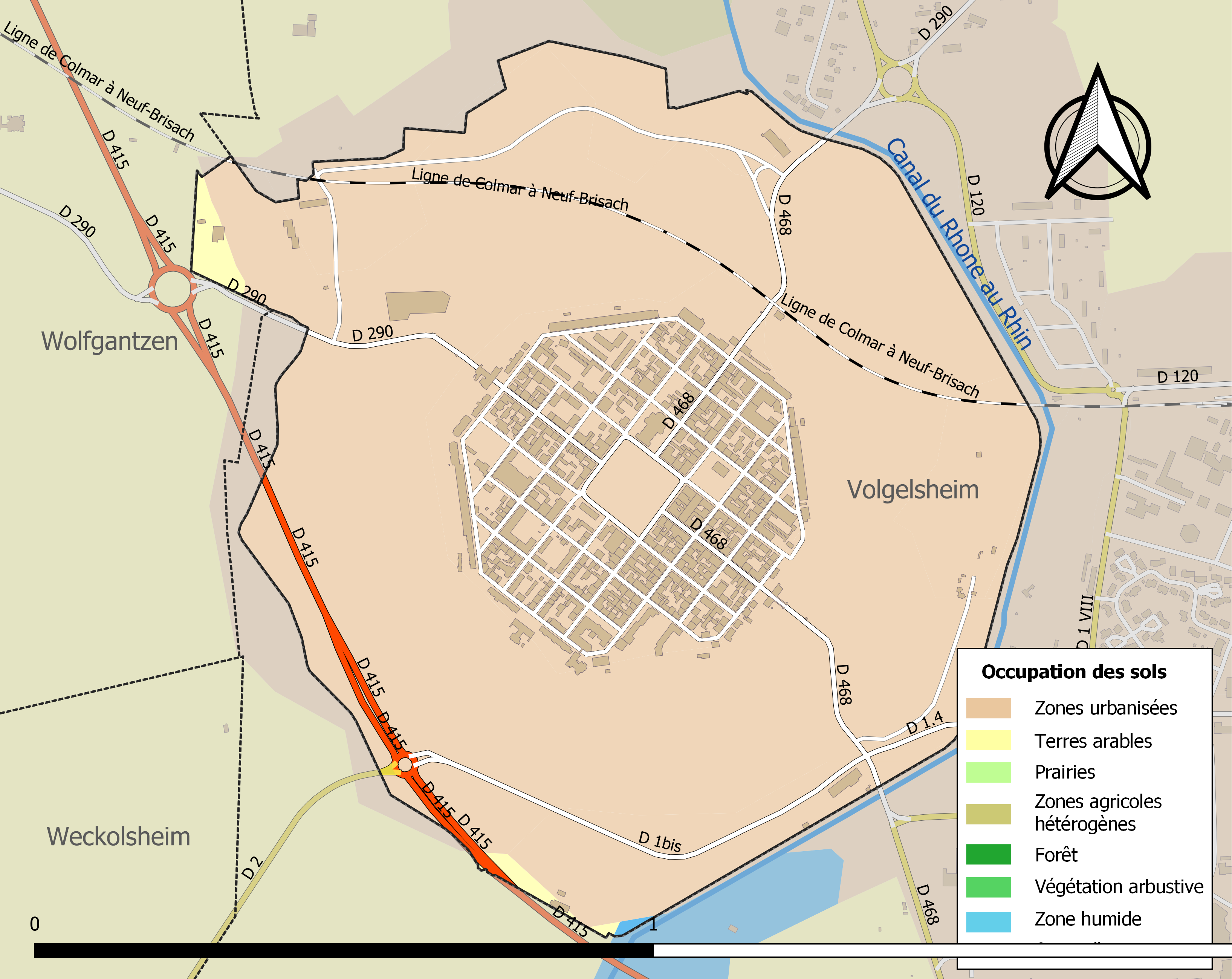
Kaart van de gemeente met belangrijkste infrastructuur, bodemgebruik en omliggende gemeenten

## Bezienswaardigheden
Bezienswaardig zijn de verdedigingswal en de historische architectuur van de stad. Neuf-Brisach is een voorbeeld van de vele versterkte dorpen en steden die onder de heerschappij van Lodewijk XIV langs de Franse grenzen werden aangelegd. De stad werd gebouwd naar een ontwerp van vestingbouwkundige Sébastien Le Prestre de Vauban en is, dankzij zijn ligging in een vlakte, een perfecte vestingstad uit de baroktijd. Het is in een roosterpatroon gebouwd, met een groot plein in het midden. Daarnaast werden voor de burgerbevolking ook huizen en een kerk gebouwd. Dit alles werd omgeven door een dubbele vestingwal en een reeks loopgraven. De plattegrond van de stad is volgens militaire en geometrische beginselen gepland. Elk punt van de vesting wordt door ten minste één geschut gedekt. Het stervormig bolwerk, dat naar toenmalige militaire vereisten werd gebouwd, geeft aan Neuf-Brisach de kenmerkende achthoekvorm. In elke hoek is een wachttoren opgesteld.
Het wordt beschouwd als een van Vaubans meesterwerken. In de Belfortpoort is er een museum gewijd aan de militaire architectuur van Vauban en de geschiedenis en architectuur van Neuf-Brisach.

### Galerij

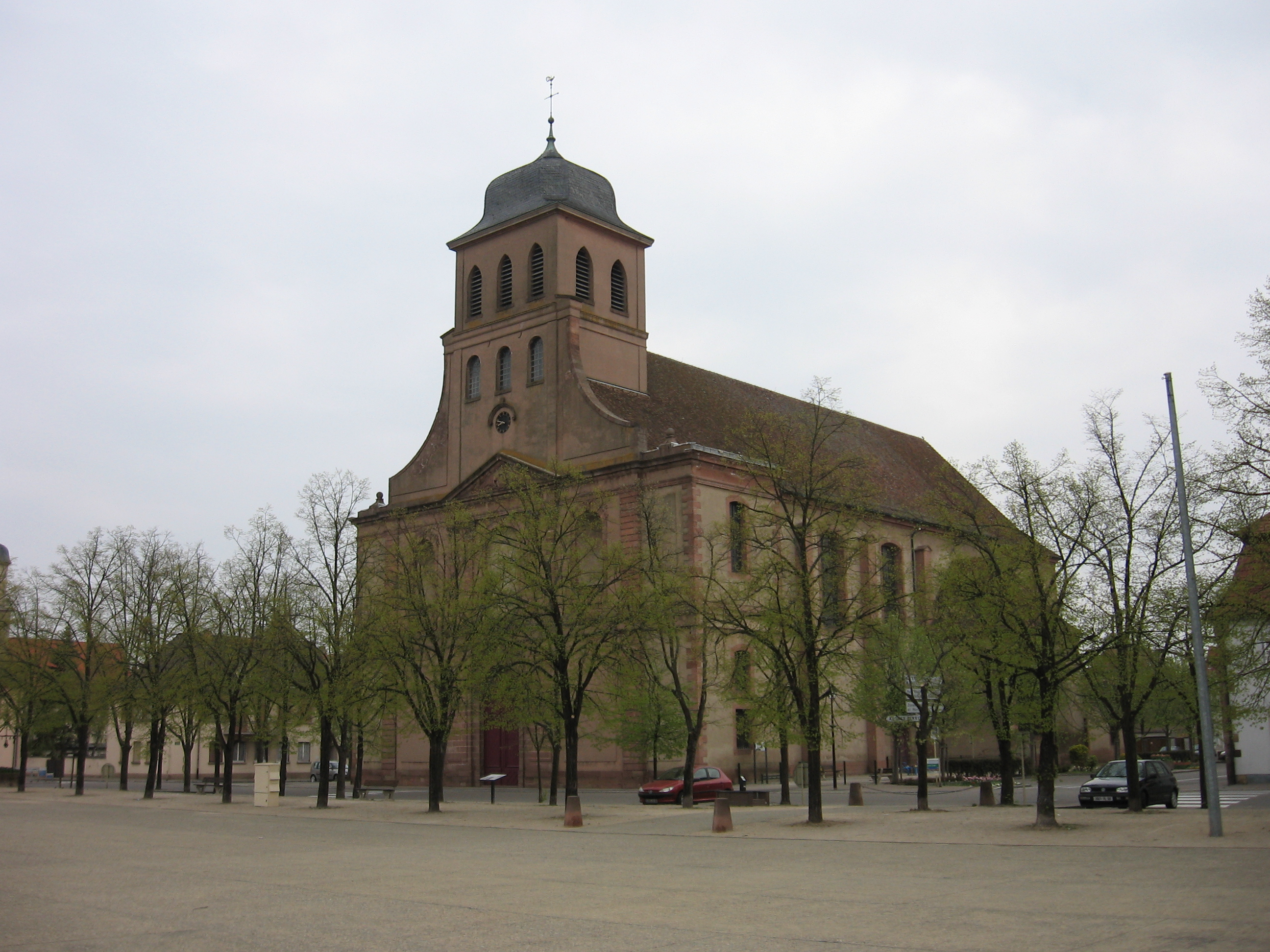
De Église Royale Saint-Louis
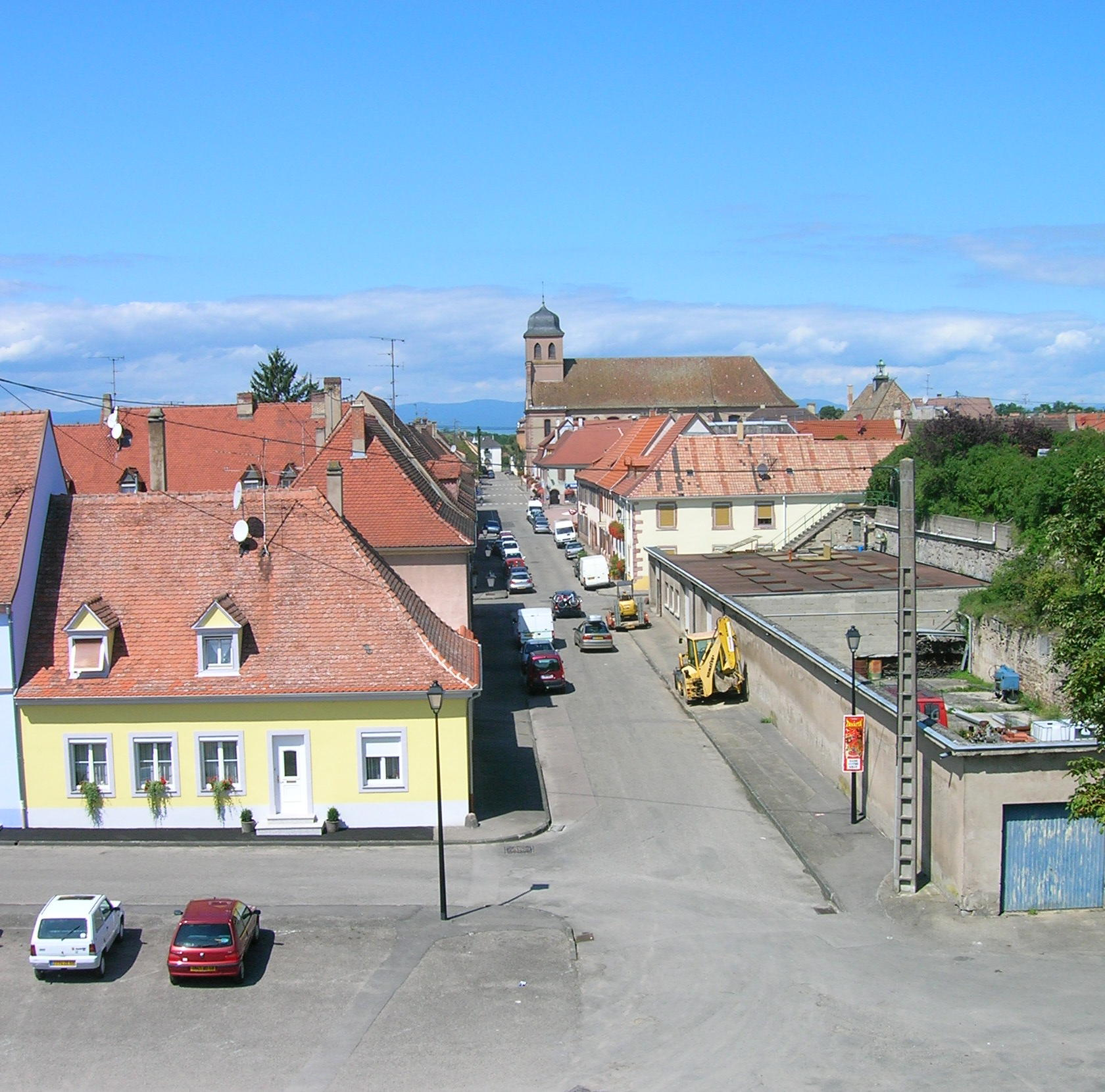
De rechte straten van Neuf-Brisach, op de achtergrond de Église Royale Saint-Louis
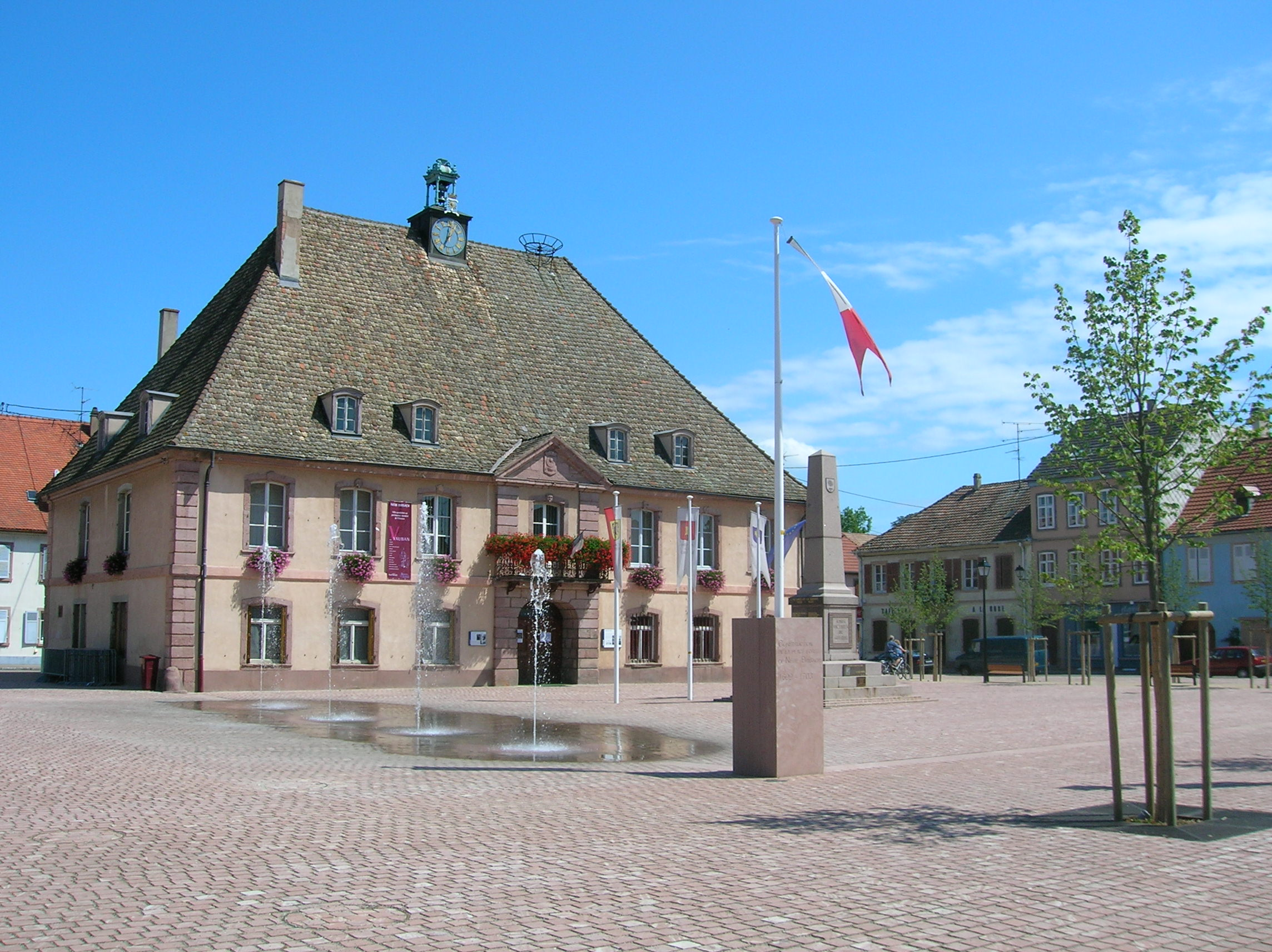
Gemeentehuis van Neuf-Brisach
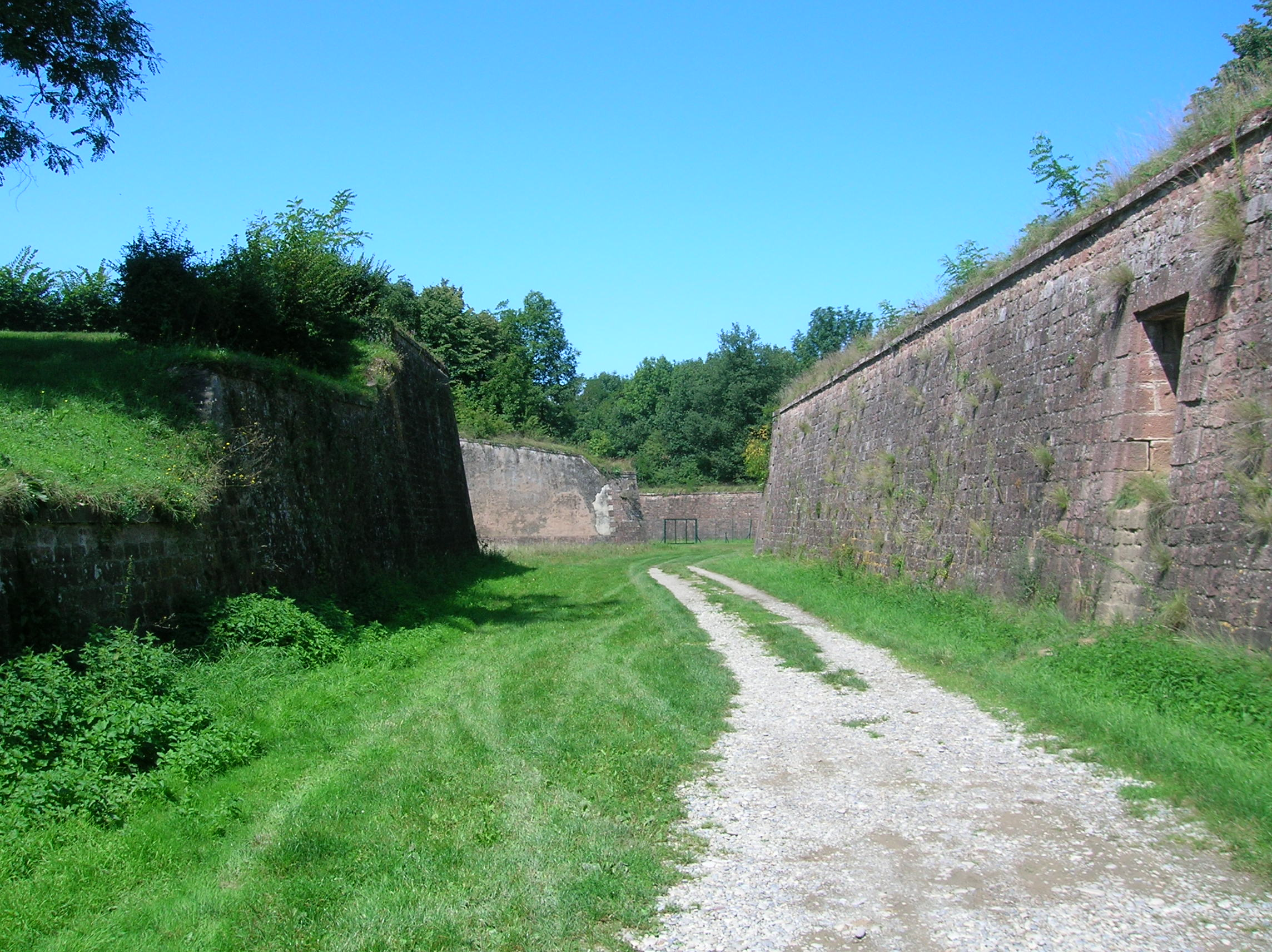
Wandelgang tussen de verdedigingswallen rond de stad

## Demografie
Onderstaande figuur toont het verloop van het inwonertal.